# Yahya ibn Muhámmad ibn Háshim at-Tuyibi
Yahya ibn Muhámmad ibn Háshim at-Tuyibi (... – 975) è stato un governatore della Marca Superiore di Saragozza (950-975) figlio di Muhámmad ibn Háshim at-Tuyibi, un generale di Alhaken II appartenente al lignaggio arabo dei Banu Tuyib che governarono Saraqozza tra il 931 e il 950..